# S/S Janne

S/S Janne är ett vedeldat finskt ångfartyg som byggdes år 1907 på Savonlinnan konepaja i Nyslott och sattes in som passagerarfartyg på sjön Puruvesi. 
Fartyget, som kunde ta 100 passagerare, döptes ursprungligen  till Puruvesi och senare till Nerkoo efter ett ägarbyte. Hon sattes in på en rutt mellan Idensalmi och Nerkoo. År 1912 bytte hon ägare igen och döptes om till Rannikko. Den nya ägaren satte in fartyget på en rutt från Nurmes med gods och passagerare.
Några år senare såldes hon till ett sågverk i Nerkoo som lät bygga om henne till bogserbåt och återgav henne namnet Nerkoo. År 1916 övertogs hon av skogsföretaget Enso-Gutzeit som använde henne till att bogsera timmersläp på sjön Saimen. År 1932 döptes hon om  till Janne.
Efter andra världskriget transporterades Janne med tåg från Saimen för att arbeta med  minröjning i Finska viken. Efter avslutat uppdrag återvände hon år 1958 till sin tjänst på Saimen. År 1966 såldes hon till en privatperson som fritidsfartyg.